# GO YOUR OWN WAY
〈GO YOUR OWN WAY〉(고 유어 온 웨이, 일본어: ゴー・ユア・オウン・ウェイ 고 유아 오운 웨이[*])는 시즈쿠사 유미의 10번째 싱글이다.

## 개요
네 번째 앨범 《THE PAINTED SOUL》의 선행 싱글이다.

## 수록곡
- 작사: 시즈쿠사 유미(#1, #2), Linda Creed & Thom bell(#3)
- 작곡: 고토 코지(#1), 시즈쿠사 유미(#2), Linda Creed & Thom bell(#3)
- 편곡: Double S & MissTy(#1), Double S(#2), JAHAH for JBerry Publishing / BMI(#3)

| #  | 제목                                 | 재생 시간 |
| -- | ------------------------------------ | --------- |
| 1. | 〈GO YOUR OWN WAY〉                  |           |
| 2. | 〈Stay with me〉                     |           |
| 3. | 〈YOU ARE EVERYTHING (feat. JAHAH)〉 |           |
| 4. | 〈GO YOUR OWN WAY (Instrumental)〉   |           |

## 타이업
- 요미우리 TV 닛폰 TV계 전국 넷 애니메이션 《명탐정 코난》 닫는 곡. (#1)
- 지바 TV제작 UHF 32국 넷 《MU-GEN: Music Generations》 2008년 10월 닫는 곡. (#1)

| TV 애니메이션 《명탐정 코난》 닫는 곡 2008년 10월 20일 (515화) ~ 2008년 12월 22일 (520화) |                                   |                                           |
| 이전 곡: 카미키 아야 〈Summer Memories〉                                                  | 시즈쿠사 유미 〈GO YOUR OWN WAY〉 | 다음 곡: Naifu 〈사랑하는 마음 빛나면서〉 |